# Roger Black

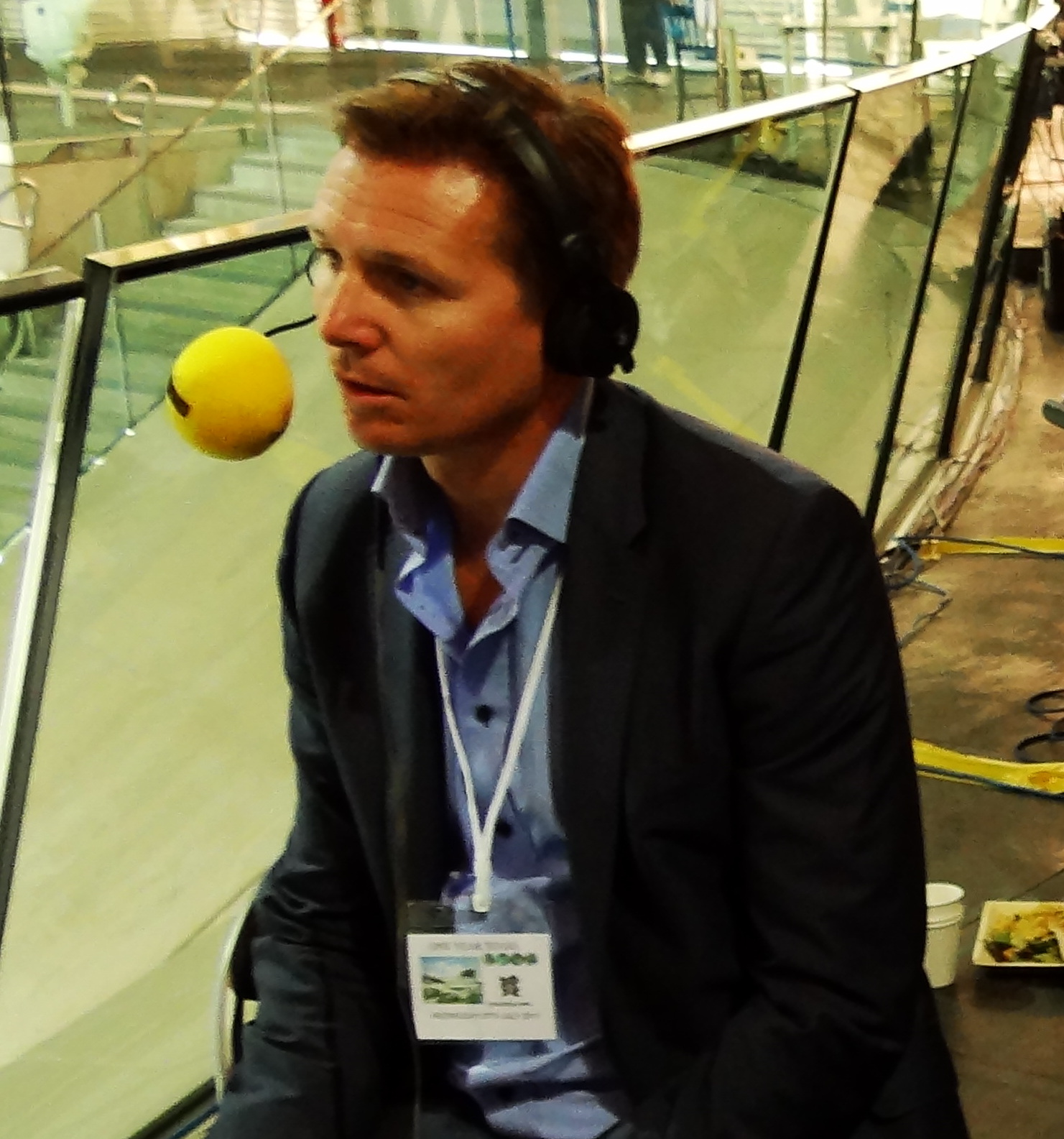
Roger Black, 2011

Roger Anthony Black (* 31. März 1966 in Portsmouth, England) ist ein ehemaliger britischer Leichtathlet und Olympiateilnehmer, sowie Fernsehmoderator und Motivator.
Roger Black ging auf die Portsmouth Grammar School und wird als perfekter Schüler beschrieben, sowohl, was den Lehrstoff anging, als auch in seinen sportlichen Leistungen. In seiner sportlichen Laufbahn gewann er 17 Medaillen bei großen Sportereignissen. Seinen ersten großen internationalen Triumph feierte er 1985 bei den Junioreneuropameisterschaften 1985 in Cottbus mit jeweils einer Goldmedaille im 400-Meter-Lauf und im 4-mal-400-Meter-Staffellauf. 1986 gewann er bei den Europameisterschaften in Stuttgart ebenfalls in diesen beiden Disziplinen die Goldmedaille und wiederholte diese beiden Erfolge bei den Commonwealth Games in Edinburgh.
Nach 1986 schien seine junge Karriere beendet und bis 1989 konnte Black in keinen wichtigen internationalen Veranstaltungen mehr in die Medaillenränge vorstoßen. Doch ab 1990 war er wieder in Höchstform und gewann bei den Europameisterschaften in Split, Jugoslawien jeweils Gold über 400 Meter und im 4-mal-400-Meter-Staffellauf. Bei den Weltmeisterschaften 1991 in Tokio, Japan, holte er sich Silber über 400 Meter und Gold in der 4-mal-400-Meter-Staffel. Bei den Europameisterschaften 1994 in Helsinki wiederholte er das vorherige Ergebnis, während er bei den Weltmeisterschaften 1997 in Athen ursprünglich nur die Silbermedaille in der 400-Meter-Staffel erreichen konnte. Aufgrund der späteren Disqualifikation des US-Amerikaners Antonio Pettigrew wegen Dopings rückte die britische Staffel jedoch auf und wurde nachträglich Weltmeister.
Auch bei den Olympischen Spielen war er erfolgreich, auch wenn es nie zu einer Goldmedaille gereicht hat. Bei den XVV. Olympischen Spielen 1992 in Barcelona konnte er die Mannschaftsbronzemedaille erringen, zusammen mit seinen Teamkollegen David Grindley, Kriss Akabusi und John Regis, hinter den Teams aus den USA (Gold) und Kuba (Silber). Bei den XXVI. Olympischen Spielen 1996 in Atlanta konnte er seine erste olympische Medaille in einer Einzeldisziplin erreichen. Er gewann die Silbermedaille über 400 Meter, hinter dem US-Amerikaner Michael Johnson (Gold) und vor dem aus Uganda stammenden Davis Kamoga (Bronze), sowie die Mannschaftssilbermedaille in der 400-Meter-Staffel, zusammen mit seinen Teamkollegen Iwan Thomas, Jamie Baulch und Mark Richardson, hinter dem Team aus den USA (Gold) und vor dem Team aus Jamaika (Bronze).
Heute arbeitet Black als Fernsehmoderator mehrerer Sendungen und Motivator bei der BBC. Für seine Verdienste im und um den Sport wurde er 1995 mit der Ehrendoktorwürde ausgezeichnet und von Königin Elisabeth II. mit den Orden Member of the Order of the British Empire (MBE) geehrt.